# Phil Fasan
 (octobre 2010).
Si vous disposez d'ouvrages ou d'articles de référence ou si vous connaissez des sites web de qualité traitant du thème abordé ici, merci de compléter l'article en donnant les références utiles à sa vérifiabilité et en les liant à la section « Notes et références ».

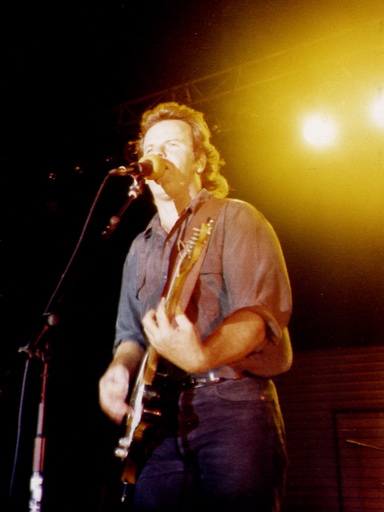
Phil Fasan en 1994 à Brême

Philippe Patrick Fasan (né le 14 juin 1964) est un auteur-compositeur, guitariste, chanteur de variété française et de musique country.

## Biographie
Phil Fasan est né le 14 juin 1964 à Montauban. Ses parents sont Onéglio Fasan et Irène Krzyzaniak. Il a quatre frères et quatre sœurs. Phil est marié à Géraldine et père de deux enfants.
Lorsqu'il reçoit sa première guitare pour le Noël de ses treize ans, Phil Fasan est déjà sensible aux harmonies des Bee Gees, de Simon and Garfunkel et des Everly Brothers.
On le voit quelques années plus tard chanter dans un restaurant toulousain ou faire la manche en Espagne mais c'est à l'âge de 25 ans qu'il délaisse vraiment son métier d'ébéniste pour se diriger vers celui de chanteur. Phil déclare avoir beaucoup appris de Mike Shannon. Il le surnomme d'ailleurs "Teacher".
Il ne tarde pas à être repéré par un producteur allemand, Helmut Frank, lors d'un concert à Perpignan qui lui propose d'enregistrer son premier album et d'en faire la promotion en tournée dans le nord de l'Allemagne puis en Belgique. Le disque suivant est vendu à 13000 exemplaires grâce au coup de pouce de Uwe Seeler, footballeur allemand, qui le présente dans une émission. Les bénéfices du CD étant reversés à un hôpital à Riga, en Lettonie.
Vient ensuite le temps des cabarets parisiens où Phil Fasan chante d'anciennes chansons françaises et quelques compositions.
Ses nombreux voyages aux États-Unis et Canada l'ont rapproché des peuples Osages et Sioux et approfondi ses connaissances et son amour pour la culture amérindienne. Il est membre d'honneur de la communauté des indiens Osages d'Oklahoma.
En 1999 et 2000, il est à l'affiche au Robert's et au Second Fiddle à Nashville.
2010 est le début d'une décennie de Tributes. Phil rend hommage à Joe Dassin dans son spectacle "Souviens-toi..." qui remplit les salles et donne naissance à un album.
2013, c'est Paris-Québec qui n'aura pas le succès escompté. 
En 2017, pour le 40e anniversaire de la disparition d'Elvis Presley, le chanteur montalbanais revisite 25 titres phares du King.
L'année suivante est consacrée à la chanson italienne avec une tournée qui démarre au Théâtre Olympe de Gouges à Montauban et se termine au théâtre Garibaldi d'Avola en Sicile.
Depuis 2019, entouré de 5 musiciens, il rend hommage à Johnny Hallyday dans une tournée "Il était une voix.... Johnny" 
On le retrouve aujourd'hui dans la plupart des festivals de musique country. 

## Discographie
- 1992 - Treize
- 1994 - Rêve amer
- 1995 - Musical moments of my life!
- 1997 - Welcome to my world
- 1999 - L'hymne à l'amour (single)
- 2000 - Facing the dawn
- 2001 - Chanteur d'ici
- 2001 - Sempre in me
- 2001 - Allez Sapiac (single)
- 2002 - 3764, E.P. Boulevard
- 2006 - Drugs or Jesus
- 2010 - Souviens toi
- 2016 - Heroes
- 2024 - Route 60

## Autres chansons
Passionné de rugby, Phil Fasan est l'auteur compositeur de la chanson "Allez Sapiac", l'hymne officiel de l'équipe de Montauban.
En 2006, Michael Jones et Phil Fasan rendent hommage aux victimes du World Trade Center en enregistrant Freedom de Paul Mc Cartney.

## Vie personnelle
Il est le frère de la chanteuse Hélène Fasan et le 7e enfant d'une famille nombreuse.
Depuis mars 2014, il est adjoint Divers Droite à la mairie de Montauban (Tarn-et-Garonne).

## Engagements
Il est depuis toujours au coeur d'associations telles que La ligue contre le cancer, Sanfilippo Sud, Alzheimer 82. Son principal combat est celui de la sensibilisation au don de sang et de plaquettes. A ce jour, il a donné plus de deux cents fois son sang.